# Gamal al-Banna
Gamāl al-Bannā (in arabo جمال البنا‎?; Mahmudiyya, 15 dicembre 1920 – Il Cairo, 30 gennaio 2013) è stato un politico e religioso egiziano, fratello minore di Hasan al-Banna, fondatore dei Fratelli musulmani, e quindi prozio di Ṭāriq Ramaḍān.
È noto, soprattutto all'estero, per le sue opinioni progressiste sull'Islam.
Come esempio delle sue opinioni, questa è stata la sua risposta alla domanda "L'Islam progressista è possibile?" durante una intervista concessa al quindicinale marocchino Tel Quel:
Gamal al-Banna è stato contrario al conservatorismo degli shaykh contemporanei, che accusava di deformare lo spirito dell'Islam rifacendosi per qualsiasi decisione ai ḥadīth (opinioni e detti attribuiti a Maometto) invece che direttamente al Corano:

Gamal al-Banna, al contrario, immaginava una reinterpretazione del Corano alla luce del mondo moderno, una religione che avesse offerto più regole di vita che indicazioni su come affrontare o giudicare ogni dettaglio della quotidianità, riconoscendo all'uomo il suo libero arbitrio e la sua autonomia. Denunciava, inoltre, le fatwā elettroniche che 
(L'Express dell'8 novembre 2004)
Critico verso l'Islam contemporaneo, ha mosso critiche anche verso l'Occidente, come dimostra una sua dichiarazione al quotidiano egiziano al-Maṣrī al-Yawm (L'Egiziano oggi):
(ripreso dal lepetitjournal.com, il giornale dei Francesi all'estero del 14 settembre 2006)
«Il Corano è una guida per i credenti, non una scienza esatta» afferma Gamal el-Banna che rimprovera agli islamisti ed alle istituzioni religiose come al-Azhar di voler «applicare alla lettera un Islam inventato più di mille anni fa» fondandosi sui ḥadīth. Aggiunge, inoltre, che «Migliaia di ʾaḥādīth sono state composte nel corso dei secoli in funzione di interessi religiosi o politici. Non ha alcun senso farvi affidamento per dirimere problemi odierni», dichiarandosi favorevole alla rilettura del Corano.
Secondo al-Banna, infine, non si sarebbe dovuto, per esempio, vietare di fumare durante il Ramadan, perché il tabacco non era noto ai tempi del Profeta. Allo stesso modo, affermava, «il Corano non dice che le donne devono indossare il velo, ma solo che devono nascondere il seno». Giudicato un provocatore, è stato emarginato in Egitto. Di fronte al florido "commercio delle fatwā", Gamal el-Banna predicava sempre più nel deserto. (Le Figaro del 16 ottobre 2006).